# NFKBIZ
NFKBIZ‏ (NFKB inhibitor zeta) هوَ بروتين يُشَفر بواسطة جين NFKBIZ في الإنسان.